# Chris Wilson
Chris Wilson (ur. 5 maja 1981) – perkusista punkowego zespołu Good Charlotte. Można go usłyszeć na płycie The Chronicles of Life and Death. W 2005 roku opuścił zespół z powodu kłopotów zdrowotnych. Obecnie gra w pop-rockowym zespole The Summer Obsession.